# 청자 상감동채연화당초용문 병
청자 상감 동채 연당초용문 병(靑磁 象嵌銅彩蓮唐草龍紋 甁)은 약간 벌어진 입과 길게 뻗어 세워진 목, 그리고 어깨로부터 서서히 벌어져 몸통 아랫부분에서 최대로 벌어졌다 좁혀진 병이다. 바깥면 전체에 흑백상감의 문양대가 꽉 차게 여러 문양을 새겨넣었다.
목 부분에는 뇌문대와 연판문대 국화문대 운학문대 여의두문대로 촘촘히 돌려 있고, 몸통 전면에는 연당초문대와 그 외면을 원점문이 꽉 차게 새겨졌다. 4개소의 이중 원 안에 여의주를 움켜 쥔 삼족룡을 여러 모습으로 나타내었는데, 여의주에는 산화동을 안료로 동채하여 붉은 색을 띠고 있다. 유색은 회청색으로 전면에 얇게 칠해졌으며, 일부는 산화되어 갈색을 띠고 있다. 굽다리는 넓고 낮으며 모래받침으로 받쳐 구운 흔적이 남아 있다.
이처럼 문양을 기면에 꽉 차게 새겨 화려한 장식적인 효과를 보여주고 있는 이 병은 유색과 형태로 보아 14세기 전반 경 강진 사당리 일대의 가마터에서 제작된 것으로 추정되며, 산화동을 안료로 사용한 14세기 작품으로 귀중한 예이다.

## 참고 자료
- 청자 상감동채연화당초용문 병 - 국가유산청 국가유산포털

 본 문서에는 서울특별시에서 지식공유 프로젝트를 통해 퍼블릭 도메인으로 공개한 저작물을 기초로 작성된 내용이 포함되어 있습니다.